# Fiery Motion
Fiery Motion (Chinees: 火熱動感) is een album van de Cantopop zanger Sammi Cheng. Het is opgenomen in 1992 en uitgegeven in augustus van datzelfde jaar.

## Tracklist
1. 火熱動感 La La La
2. I'm On Fire (Aaron Kwok)
3. 不可一世 (Sammi Cheng)
4. 讓我終於擁有妳 (Andy Hui)
5. 夏季不不不 (Edmond Leung)
6. 火熱動感 La La La (Instrumentaal)